# 华为P60系列
华为P60系列是华为公司于2023年3月23日在中华人民共和国发布的4G智能手机系列，作为华为P50系列的后继者，包括P60、P60 Pro和P60 Art三款型号。搭载基于4纳米制程的高通骁龙8+ Gen 1 4G SoC芯片。2023年5月9日晚，华为在德国慕尼黑举行P60系列及旗舰产品发布会，在欧洲市场推出P60 Pro和Mate X3。

## 摄像
华为P60系列全系搭载华为超感知「XMAGE」影像系统。主摄搭载了采用RYYB排列的索尼IMX789传感器，支持光圈 F1.4-F4.0 十档「可变光圈」功能，并配有OIS光学防抖。由于可变光圈叶片结构的改变，华为P60系列在拍摄光源时会出现星芒的衍射效果。华为P60搭载1200 万像素潜望式长焦摄像头（F3.4 光圈），支持 5 倍光学变焦和50 倍数字变焦。P60 Pro/P60 Art则搭载4800 万像素超聚光夜视长焦摄像头（F2.1 光圈），支持 3.5 倍光学变焦和 100 倍数字变焦，二者均支持OIS光学防抖。华为P60系列全系采用了一颗1300万像素超广角摄像头（F2.4 光圈）作为前置摄像头，支持2D人脸识别功能。

## 性能
华为P60上搭载的高通骁龙8+ Gen 1采用了3.0Ghz的CPU版本，不同于P60 Pro/P60 Art上搭载的3.2Ghz CPU版本。华为P60系列全系仅支持4G LTE网络，不支持5G SA/NSA网络。支持双卡双待，可使用NM储存卡拓展存储容量，最大支持256GB。屏幕上，华为P60系列全系均搭载了一块6.67 英寸FHD+ 2700 × 1220 分辨率的OLED全面屏，支持300Hz的触控采样率和120Hz LTPO 自适应刷新率，以及1440Hz高频PWM调光技术，支持短焦屏下指纹解锁。此外，华为P60系列还搭载华为X-True「临境显示」技术，华为宣称其为首款获得德国莱茵TUV专业色准双重认证的手机。华为P60系列全系配有双扬声器，但由于华为P60系列不支持模拟音频，因此使用Type-C转3.5mm耳机孔时必须使用带UAC解码芯片的线材。华为P60系列均支持IP68级别的防尘防水。华为P60 Pro/P60 Art还搭载了正面屏幕保护玻璃「昆仑玻璃」，华为宣称其可将整机耐摔能力提⁠升至 10 倍⁠。华为P60系列在中国大陆地区还提供北斗卫星双向通信功能，可借助北斗卫星系统在没有网络信号的情况下进行紧急通讯，收到消息的用户可使用华为畅连App或临时网页对消息进行回复。

## 售价
| 华为P60系列官方售价 | 华为P60系列官方售价 | 华为P60系列官方售价 | 华为P60系列官方售价 |
| ------------------- | ------------------- | ------------------- | ------------------- |
| 型号                | 配置                | 中国大陆地区        | 欧洲地区            |
| 华为P60             | 8GB+128GB           | ¥ 4488              |                     |
| 华为P60             | 8GB+256GB           | ¥ 4988              |                     |
| 华为P60             | 8GB+512GB           | ¥ 5988              |                     |
| 华为P60 Pro         | 8GB+128GB           | ¥ 6988              | £1,199/€1,199       |
| 华为P60 Pro         | 12GB+256GB          | ¥ 7288              | £1,299/€1,399       |
| 华为P60 Pro         | 12GB+512GB          | ¥ 7988              |                     |
| 华为P60 Art         | 12GB+512GB          | ¥ 8988              |                     |
| 华为P60 Art         | 12GB+1TB            | ¥ 9988              |                     |

*欧洲地区仅发售华为P60 Pro，且仅有羽砂黑与洛可可白两种颜色可选。

## 评价
DXO Mark为华为P60 Pro的相机部分给出了156分的评测成绩，在当时处于其榜单的首位。DXO Mark认为华为P60 Pro在主摄及大部分焦段都具有较好的表现，并且在视频摄制方面有所改进。
香港科技媒体unwire.hk为华为P60 Pro打出91分的总分，认为其拥有优秀的手感和外观设计，屏幕，相机和系统流畅度的素质也很出色。但同时也认为其定价偏贵，缺乏性价比。
英国科技媒体Tech Advisor在它们的评测中称华为P60 Pro为最好的摄影手机之一，但同时指出由于其缺乏谷歌支持，只有在Google移动服务的缺乏不是问题的情况下才值得购买。